# キャンパスハンティング 雀闘記
『キャンパスハンティング 雀闘記』は、ダイナックスから1990年2月に開発・発売した脱衣麻雀のアーケードゲームである。日本物産と同じく二画面の512X240と、高画質の意欲的な内容になっていた。

## 概要
ユウガが開発した「麻雀学園」のサクセスの後に「ロイヤル麻雀」などのカピーのボードを扱いだした「中日本プロジェクト」が二画面のスクリーンを採用し、開発したゲームである。1か月後には一般スクリーン用の『麻雀キャンパス ハンティング』も発売されていた。

## その他
- このゲームに登場したキャラクターは「中日本プロジェクト」の開発した別のゲームにも登場していた。
- 中日本はこれ以前にも二画面の麻雀ゲーム『雀遊記』を開発していた。
- 画面の上に時間が見えるのはプレイした時間を知らせるため。